# Parcul Național Đerdap
Parcul Național Đerdap (în sârbă Национални парк Ђердап, cu alfabetul latin: Nacionalni park Đerdap) se întinde de-a lungul malului drept al Dunării de la Cetatea Golubăț (în sârbă Голубачки град, cu alfabetul latin: Golubački grad) până la barajul de lângă Novi Sip, Serbia. A fost înființat în 1974 și se întinde pe 63.786,5 hectare. Biroul de administrare al parcului se află în orașul Donji Milanovac de pe Dunăre. Dincolo de râu se află Parcul Natural Porțile de Fier din România.
În iulie 2020, zona mai largă a parcului național a fost desemnată Geoparc Global UNESCO (UNESCO Global Geoparks), fiind prima zonă protejată din Serbia care a fost etichetată astfel. În afară de Defileul Porțile de Fier, acesta mai include părți din masivele montane Miroč și Kučaj, cu o suprafață totală de 1.330 km2.

## Geografie

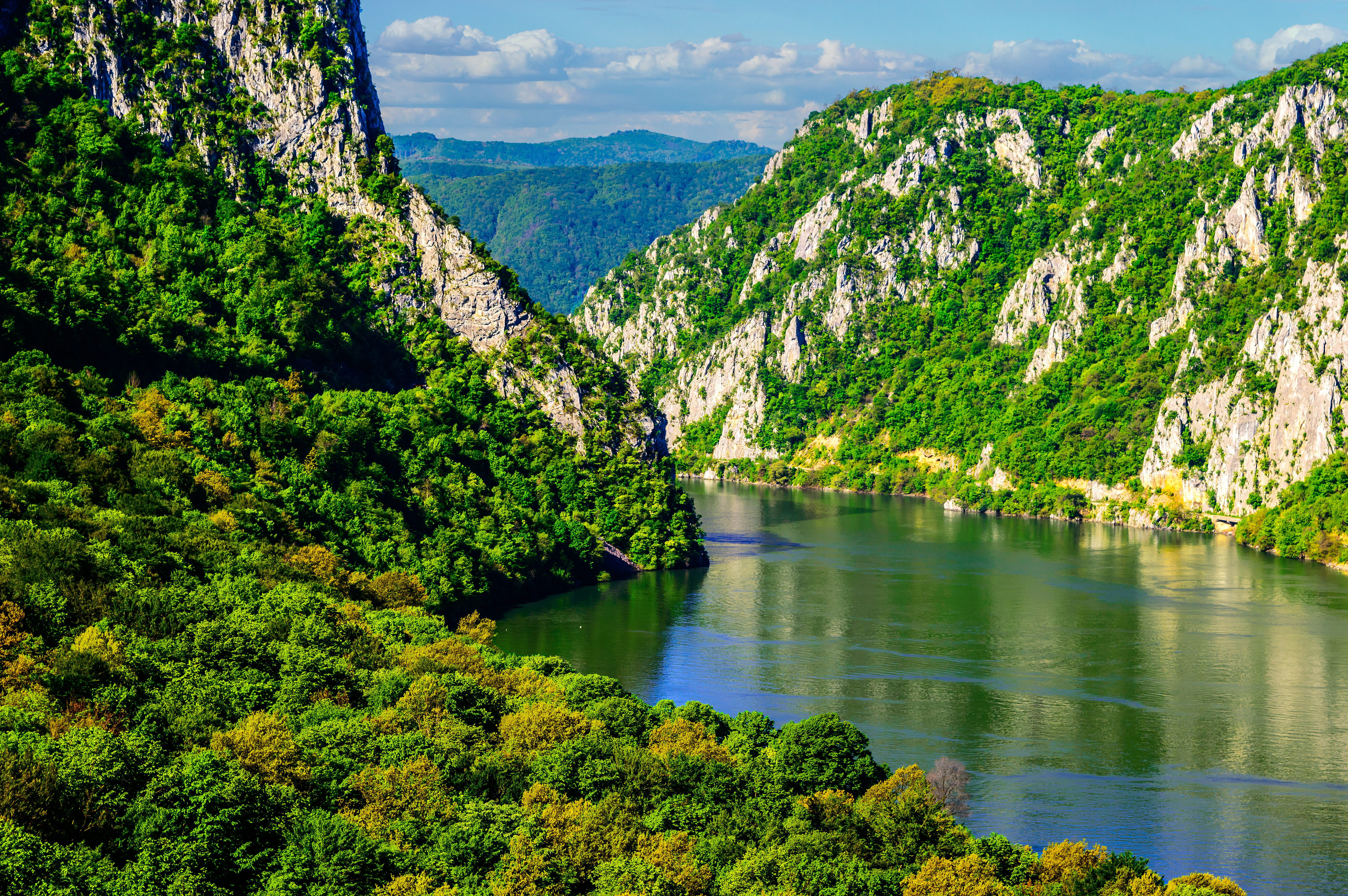
Parcul național

Principala caracteristică și atracție a frumuseții naturale a Parcului Național Đerdap o reprezintă cheile Đerdap - faimoasa Poartă de Fier - poarta grandioasă prin versanții sudici ai munților Carpați, unde se află cea mai lungă și cea mai mare acumulare de râuri din fosta Iugoslavie.
Defileul Đerdap, care are o lungime de aproximativ 100 km (de la Golubăț la Tekija), este de fapt o vale compusă a râului formată din patru chei (Gornja klisura, Gospođin vir, Veliki și Mali kazan și Sipska klisura), separate între ele prin râpe. În Gospođin vir, a fost măsurată una dintre cele mai mari adâncimi de râu din lume (82 m). Stâncile defileului din Kazan sunt de aproximativ 300 m înălțime, în timp ce albia râului din această parte este îngustă de până la 150 m.
Terenul este muntos (muntele Miroč) cu numeroase peșteri, gropi, chei, depresiuni, izvoare (izvorul carstic Blederija de pe Miroč) și lacuri. Există mai multe locuri de vedere panoramice naturale excelente, cum ar fi Veliki štrbac și Mali štrbac la Miroč, deasupra defileului Kazan. Vederea panoramică include munții Deli Jovan și Veliki Krš din Serbia și Carpații din România. Locul de vedere panoramic Greben a fost numit de Jovan Žujović drept „cel mai frumos deal din Balcani” la congresul de geologie din 1900 de la Budapesta. O altă caracteristică populară deasupra Dunării este dealul Kapetan Mišin breg. Đerdap este cel mai lung defileu descoperit din Europa.

### Râul Blederija
Râul Blederija izvorăște din două izvoare carstice la o altitudine de 389 m, de sub vârful Topla Bara. Izvoarele sunt la 5 m distanță unul față de celălalt. Unul are o temperatură a apei în jur de 8°C, în timp ce celălalt are o temperatură constantă de 17°C. Râul formează mai multe cascade în zona puternic împădurită înainte de a crea cascada Blederija, care este înaltă de 8 m. Deversarea medie variază foarte mult, iar în timpul inundațiilor catastrofale din Europa de Sud-Est din 2014, râul a inundat puternic valea inferioară, provocând numeroase daune. Se găsesc mai multe peșteri în zona cascadei și un loc de vedere panoramic este pe locul fostului oraș medieval.

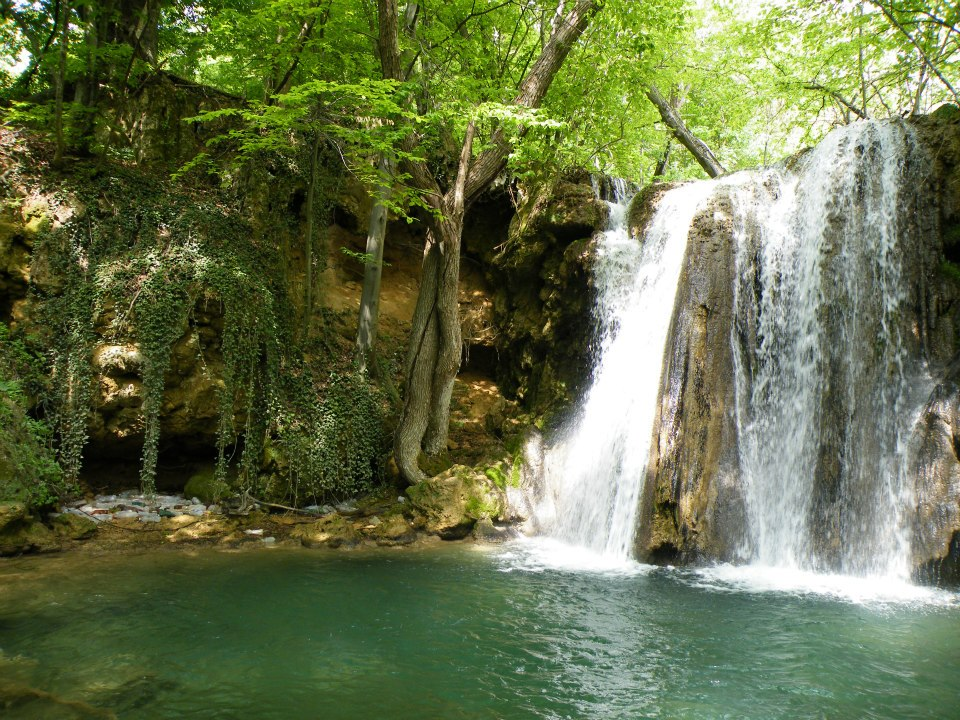
Blederija

Cascada se află la 4 km distanță de cel mai apropiat sat, Reka, la 12 km de Brza Palanka și la 31 km de sediul comunal Kladovo. Conform mitologiei populare, zânele de apă se scaldă sub cascadă. Valea râului este cunoscută pentru producția de miere de calitate. Zona înconjurătoare este bogată în animale, în special cerbi și mistreți, iar în apropiere există două terenuri de vânătoare protejate, Vratna și Ploče.
Râul Blederija continuă să curgă în direcția sud-est unde râurile Sokolovica și Suvaja se varsă în acesta. După ce Ravna reka se varsă în Blederija, acesta continuă spre Dunăre. Zona este astăzi puternic împădurită și foarte puțin populată, dar în perioada romană, legionarii au construit un drum prin această vale, ca o scurtătură între locurile unde se află orașele moderne Donji Milanovac și Brza Palanka. A fost folosit de armata romană până când împăratul Traian a tăiat drumul prin defileul Porțile de Fier.

## Nume
Atât Đerdap, cât și fostul nume sârbesc al acestuia, Demir-kapija, sunt de origine turcă. Demir-kapija înseamnă "poarta de fier" (demirkapı) și o traducere a acesteia a intrat în majoritatea celorlalte limbi ca nume al defileului. Đerdap vine de la girdap care înseamnă vârtej, vortex.

## Centrale electrice
Teritoriul parcului național conține o serie de alte caracteristici importante: viața animală și mai ales vegetală abundentă și diversificată, împrejurimile și peisajele atractive, monumentele culturale și istorice și alte atracții turistice antropice, inclusiv o suprafață de 253 km2, lacul artificial Đerdap, cel mai mare lac din Serbia, format prin construirea centralei hidroelectrice Porțile de Fier I (sau "Đerdap"). Centrala a fost terminată în 1972, fiind a patra ca mărime din lume în acea perioadă (după personalul de la centrala electrică). A fost un mare proiect de colaborare între Iugoslavia și România. Centrala electrică a angajat un număr mare de locuitori ai orașului Kladovo din apropiere. Producția record de energie a centralei electrice "Đerdap" a fost în 1980 de peste 7 terawați-oră (TW·h) de energie electrică. Odată cu construirea celei de-a doua centrale electrice, Centrala hidroelectrică Porțile de Fier II (sau "Đerdap" II, 1977–1984) și a lacului adiacent Đerdap II de 92 km2, centrala electrică originală a devenit mai bine cunoscută sub numele de "Đerdap I" (sau Porțile de Fier I).
Au fost realizate și planuri de a construi centrala "Đerdap III". Nu ar fi fost o centrală electrică clasică cu un alt baraj, dar a fost planificată să utilizeze potențialul hidroelectric al lacului deja existent Đerdap. Hidrocentrala reversibilă a fost proiectată în vecinătatea lui Donji Milanovac, pe teritoriul parcului din secțiunea Pesače. Proiectele originale datează de la sfârșitul anilor 1960, când Đerdap I era încă în construcție. Unele lucrări pregătitoare au fost efectuate în anii 1970 pe la Debelo Brdo, în amonte de gura laului Boljetinska reka, dar ideea a fost abandonată din cauza înrăutățirii situației economice din Iugoslavia la sfârșitul anilor 1970 și centrala electrică nu a fost niciodată construită. Conceptul prevedea ridicarea apei lacului de către pompe de la înălțimea de 68 m în bazinele proiectate din Pesača și Brodica, cu o capacitate de 588.000.000 m3 și totul numai în perioadele de surplus de energie electrică. În timpul perioadelor uscate sau de iarnă, Đerdap II ar fi funcționat ca hidrocentrală clasică, folosind însă numai apele stocate care ar cădea de la 400 m pe turbine. Deoarece întreaga instalație și obiectele auxiliare ar fi construite pe malul Dunării, ar fi fost mai ieftin decât construirea lor pe teren, ca la centralele termoelectrice, și ar fi avut o capacitate dublă față de centrala termică Đerdap I sau centrala termică de la Kostolac. Centrala ar fi produs 2.400 megawați de energie electrică, care ar acoperi consumul actual al statului sârb și ar face din Serbia un exportator de energie electrică. De asemenea, datorită mecanismului de producere a energiei electrice, aceasta nu ar avea consecințe negative asupra ecosistemului parcului.

## Fauna sălbatică

### Plante
Aproximativ 1.100 de specii de plante locuiesc în parc. Acestea includ relicve terțiare, cum ar fi alunul turcesc, nucul, tisa europeană, teiul cu frunza mare, stejarul pufos și Ilex aquifolium. Laleaua Đerdap (Tulipa hungarica Borbás) a dispărut după formarea rezervorului. Din cele 15 specii care pot fi întâlnite numai în Balcani aici se găsesc arțarul lui Pančić și anumite specii de Viola tricolor, cimbru sălbatic și păiuș de luncă. Există, de asemenea, specii endemice carpatice, cum ar fi morcovul dulce și Seseli rigidum. Protejate internațional sunt feriga plutitoare, Fritillaria degeniana, castanul de apă, Bulbophyllum loroglossum și iarba pisicilor.
În parc se găsesc 57 de comunități forestiere. Printre speciile relicte se numără alunul turcesc, fagul balcanic, fagul oriental, clocotișul european, arțarul balcanic și nucul comun (Juglans regia), care pot fi urmărite în zonă din Terțiar.

### Animale
Parcul este, de asemenea, casa a 150 de specii de păsări.
În decembrie 2018, un grup de pelicani dalmațieni au coborât pe lac, aproape de centrală. Cel mai apropiat habitat al lor este Delta Dunării și nu au mai fost văzuți în Đerdap din 1914. Grupul a plecat curând, dar pelicanii au revenit în ianuarie 2019. Deoarece păsările au fost observate continuu în perioadele de cuibărit, o cercetare științifică a fost efectuate în iunie 2021 pentru a confirma că pelicanii cuibăresc în zonă după mai bine de un secol. De asemenea, s-a descoperit că zona mai largă a parcului este locuită de alte specii rare sau dispărute anterior. Cupluri cuibăritoare de chirighițe cu aripi albe, deja dispărute din Serbia centrală, au fost observate chiar în sudul parcului, în timp ce singura a doua localitate cuibăritoare de pescăruș cu picioare galbene din Serbia a fost descoperită chiar la nord. Cuiburi ale acestor pescăruși nu au mai fost văzute în Serbia din cca.1900. Printre alte păsări observare se numără dumbrăveanca, Lanius senator, vulturul încălțat, chirighița comună și gâsca gri.
Începând cu anii 2020, aici se găsea o populație stabilă de 10 până la 12 râși eurasiatici, din aproximativ 40 până la 60 din întreaga Serbie.

## Istorie

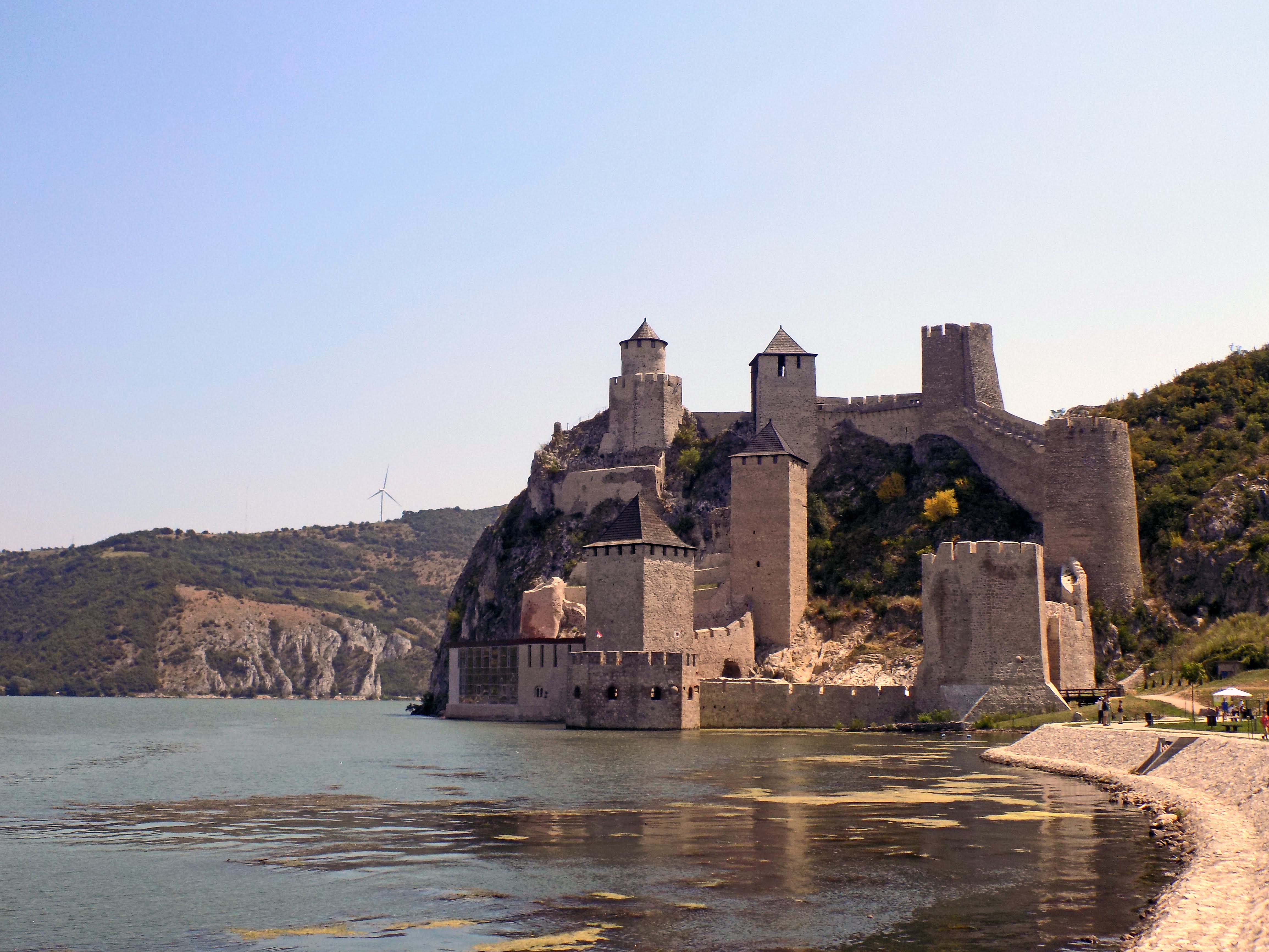
Cetatea Golubăț

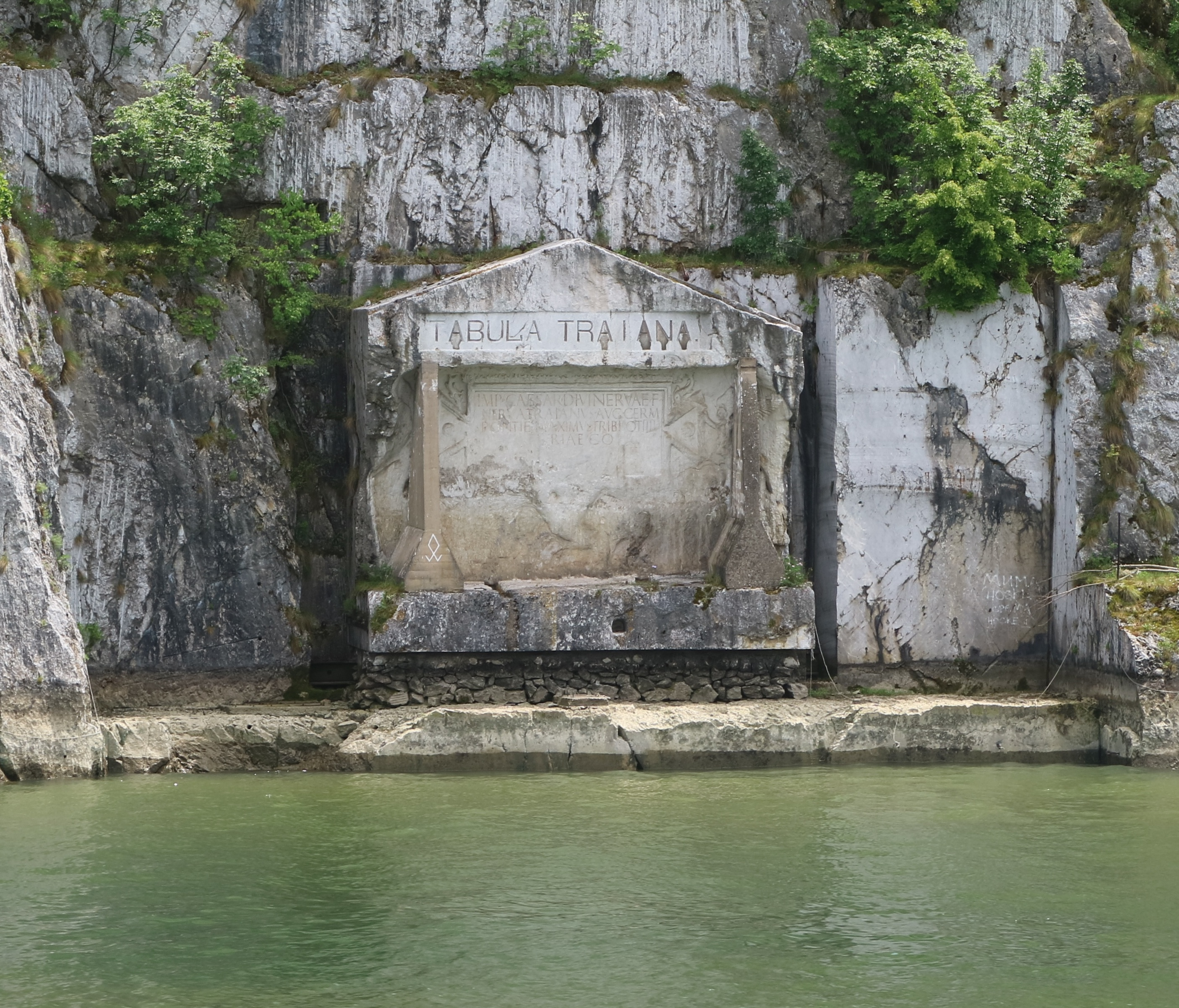
Tabula Traiana

Parcul național conține multe valori naturale și culturale care sunt incluse într-un program special de protecție. Lepenski Vir este un sit arheologic vechi de 11.500 de ani, cu urme excepțional de importante ale așezărilor și ale vieții oamenilor mezolitici și mai târziu neolitici. Lepenski Vir a fost descoperit în 1967 de Dragoslav Srejović, dar din 1965 până în 1971 au fost descoperite peste 30 de situri, de la mezolitic până la Evul Mediu târziu. În jurul anului 800 î.Hr. a făcut parte din ruta de tranzit a tribalilor, dacilor și autariaților, în timp ce romanii au sosit în secolul I î.Hr. 
Đerdap a făcut parte din zona de frontieră a Imperiului Roman și se afla pe ruta extensiei vestice a drumului Via Militaris. Unele rămășițe ale drumului încă supraviețuiesc. Împăratul roman Traian a construit în 105 d.Hr. faimosul Pod al lui Traian, din care mai mulți piloni au supraviețuit până astăzi, precum și Tabula Traiana. A existat, de asemenea, o fortăreață romană numită Diana în Kladovo. În total, aici se găsesc 4 monumente culturale și 19 descoperiri arheologice. Cel mai important monument medieval este cetatea Golubăț cu numeroase obiecte descoperite: ceramică, unelte de fier, securi, târnăcoape, sulițe, șuruburi etc. În imediata apropiere a cetății se află rămășițele băii turcești și fântâna memorială dedicată lui Zawisza cel Negru din Garbów, un cavaler polonez care a fost ucis apărând cetatea în timpul asediului de la Golubăț din 1428.
Regiunea este cunoscută pentru mai multe mituri care s-au dezvoltat în timp. Unul dintre cele mai populare mituri este cea despre piticul cu fața diavolului cu urechi și picioare de capră, barbă albă lungă și pălărie conică. Locuiește în vârtejurile Dunării și se arată doar noaptea. El urcă din adâncuri pentru a îneca oamenii care înoată în râu sau cad din bărcile lor. Un alt mit popular este despre "beluga", un sturion gigantic care sare din apă pentru a ataca oamenii.
Pe teritoriul parcului se găsesc 27 de așezări cu o populație totală de 35.000 de oameni.

## Protecție
Pe lângă faptul că este un parc național din 1974, Đerdap este, de asemenea, o zonă importantă pentru păsări (Important Bird Area) și o zonă importantă pentru plante (Important Plant Area), și a fost nominalizat pentru Rețeaua Europeană a Geoparcurilor (European Geoparks Network).
În 2020, Đerdap a fost declarat atât Geoparc European, cât și al 11-lea sit Ramsar din Serbia. Zona protejată Ramsar include întreaga zonă a parcului național cu adăugarea zonei Mala Vrbica, zona importantă pentru păsări situată în afara parcului. Zonele umede s-au dezvoltat după crearea lacului artificial, care a ridicat și apele subterane, provocând inundații frecvente în zona înconjurătoare.

## Turism
Parcul Național Đerdap a devenit una dintre cele mai vizitate regiuni turistice din Serbia, mai ales după construirea barajului și formarea lacului mare. Defileul și centrala hidroelectrică pot fi vizitate din Belgrad și din alte orașe din aval. Există o serie de puncte turistice în parc cu hotel și alte facilități, oferind turiștilor odihnă și înot și tururi ale monumentelor culturale și istorice și ale valorilor naturale. Cu toate că Dunărea este destul de poluată după standardele internaționale, pescuitul este încă foarte popular. Unele exemplare mari de somn cântăresc peste 100 kg.